# Djègan kpèvi
Djègan kpèvi est un quartier du 4eme arrondissements de la commune de Porto- Novo localisé dans le département de l'Ouémé au Sud-Est du Bénin.

## Histoire et toponymie

### Histoire
Djègan kpèvi devient officiellement un quartier du 4eME arrondissement de la commune de Porto-Novo à la suite de la loi N° 2015-01 du 06 Mars 2015 modifiant et complétant la loi N° 2013-05 du 27 Mai 2013 portant création, organisation, attribution et fonctionnement des unités administratives locales en république du Bénin,,,.

## Population
Selon le recensement général de la population et de l'Habitation, de 2013 conduit par l'institut national de la statistique et de l'analyse économique (INSAE),Djègan kpèvi compte 6245 habitants.